# Episoriculus
Az Episoriculus az emlősök (Mammalia) osztályának Eulipotyphla rendjébe, ezen belül a cickányfélék (Soricidae) családjába és a vörösfogú cickányok (Soricinae) alcsaládjába tartozó nem.

## Előfordulásuk
Az Episoriculus-fajok előfordulási területe India északkeleti részétől egészen Kína déli feléig tart. Viszont a tajvani hegyicickány (Episoriculus fumidus), amint neve is utal rá, a kontinentális rokonaitól eltérően Tajvan szigetén található meg.

## Rendszerezés
A nembe az alábbi 4 élő faj tartozik:
- hosszúfarkú hegyicickány (Episoriculus caudatus) (Horsfield, 1851) - típusfaj
- tajvani hegyicickány (Episoriculus fumidus) (Thomas, 1913)
- Episoriculus leucops (Horsfield, 1855)
- Episoriculus macrurus Blanford, 1888